# Kirche der Heiligen Dreifaltigkeit zu Troize-Golenischtschewo

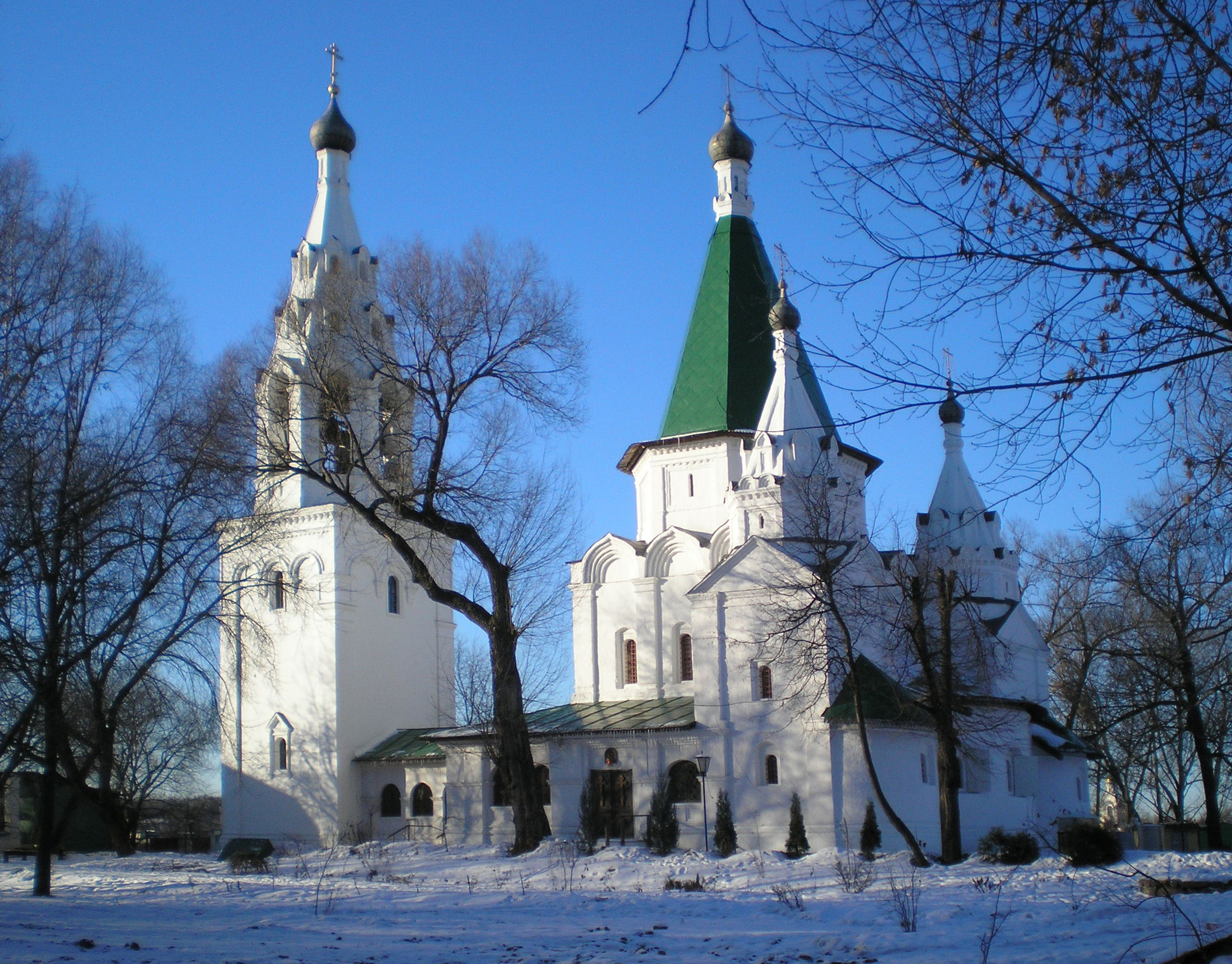

Die Kirche der Heiligen Dreifaltigkeit zu Troize-Golenischtschewo (russisch Храм Троицы Живоначальной в Троицком-Голенищеве, transkribiert Chram Troizy Shiwonatschalnoi w Troizkom-Golenischtschewe) ist eine im Moskauer Stadtteil Ramenki (Mosfilmowskaja 18a) im Westlichen Verwaltungsbezirk gelegene russisch-orthodoxe Kirche aus dem 17. Jahrhundert.

## Geschichte
Die Kirche der Heiligen Dreifaltigkeit steht in dem historischen Stadtteil Moskaus, in dem im 14. Jahrhundert das Dorf Golenischtschewo lag. Dieses Dorf diente dem Metropoliten Alexi als Erholungsort; Metropolit Kiprian verbrachte hier seine letzten Lebensjahre bis zu seinem Tod 1406. Er ließ hier die erste Holzkirche für Drei Hierarchen errichten. Nach seinem Tod blieb das Dorf eine Metropolitenresidenz. 1474 ließ Metropolit Geronti dem Apostel Johannes eine neue Holzkirche errichten. Diese wurde Anfang des 17. Jahrhunderts baufällig und durch eine neue der Dreifaltigkeit gewidmete Holzkirche ersetzt, die 1627 erstmals erwähnt wurde. Seither trug das Dorf den Namen Troizkoje-Golenischtschewo (Troiza bedeutet Dreifaltigkeit).
1644 begann man mit der Errichtung einer Steinzeltdachkirche der Heiligen Dreifaltigkeit. Der Architekt Antip Konstantinow aus Nischni Nowgorod war auch Architekt des Terem Palastes und galt als Spezialist der Zeltdachbaukunst. Der Baumeister war Larion Uschakow. 1646 wurde die Kirche geweiht. 1812, während der französischen Invasion, brannte die Kirche aus. Nach dem Krieg wurde sie restauriert und 1815 wieder geweiht. 1860 wurde ein neuer Glockenturm errichtet. Anfang des 20. Jahrhunderts wurde sie erneut restauriert.
Unter der Sowjetherrschaft 1937 wurde der letzte Abt der Kirche Alexander Orlow verhaftet, 1937 in Butowo erschossen und dort in einem unbekannten Grab begraben. Die Kirche wurde im Juni 1935 für Gottesdienste geschlossen und von verschiedenen Organisationen unter anderem als Klub, Lagerraum, Notenbibliothek sowie Fabrik genutzt.
Glocken sowie eine wertvolle Ikonostase gingen verloren. 1991 wurde die Kirche der russisch-orthodoxen Kirche zurückgegeben.